# قصر الزاويات
قصر الزاويات هو قصرٌ (قريةٌ محصنة) في المغرب، يقعُ في منطقة جهة درعة تافيلالت. تبلغ مساحته 0.25 هكتار.